# Măsea

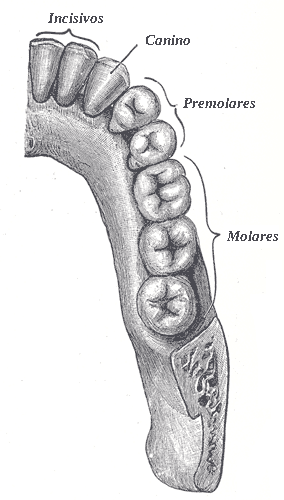
Măselele (molarii și premolarii) la om

Măselele sau dinții jugali, postcaninii sunt dinții molari și premolari ai mamiferelor. Ele sunt multicuspide sau multituberculate (au mai multe cuspide sau tuberculi). Măselele sunt separate, uneori, de incisivii printr-o diastemă fără dinți. Măselele (premolarii și molarii)  sunt fixate în părțile laterale ale maxilarelor, după canini și servesc la zdrobirea și la măcinarea alimentelor.
Marea majoritate a mamiferelor au patru feluri de dinți: incisivi sau tăietori, canini sau colți, premolari și molari; ultimele două feluri sunt numite cu un cuvânt comun dinții jugali sau măsele. Mamiferele cu o astfel de dentiție se numesc heterodonte, iar dentiția lor se numește de asemenea heterodontă. Premolarii se deosebesc de molari atât prin forma mai simplă, cât și prin faptul că ei se schimbă, adică există și în dentiția de lapte, și în cea definitivă, pe când molarii nu apar decât în dentiția definitivă. Atât premolarii, cât și molarii au, în general, mai multe rădăcini, iar coroana molarilor este mai complicată decât cea a premolarilor. Și unii, și alții au pe suprafața de uzură ridicături numite tuberculi sau cuspide.
În alte limbi:
- engleză - cheek teeth
- rusă - щечные зубы, коренные зубы
- franceză - dents jugales